# Землянская, Екатерина Дмитриевна
Екатерина Дмитриевна Землянская (Пустой шаблон {{ВД-Преамбула}} ) — советская гребчиха, а позднее тренер и арбитр. Мастер спорта СССР (1955). Заслуженный тренер Украинской ССР (1974). Судья национальной категории (1993).

## Биография
Начала заниматься академической греблей в 1938 году. Представляла киевское спортивное общество «Буревестник». Занималась под руководством тренера Г. М. Храновского.
Чемпионка Украинской ССР 1940 в составе восьмерки, а в послевоенные годы на республиканском первенстве завоёвывала золото в личном зачёте с 1946 по 1954 год. В паре с Ниной Опаленко завоевала золото чемпионата СССР 1956 года.
На международном уровне становилась чемпионкой Европы 1955 года в Бухаресте, а также завоёвывала серебро континентального турнира 1956 года в Бледе.
Окончила Киевский государственный институт физической культуры (1949).
После завершения карьеры Землянская с 1957 года занималась тренерской работой. Являлась старшим тренером-преподавателем в СДЮШОР «Буревестник» (1979—1987), а затем работала в Физкультурно-спортивного объединения профсоюзов (1987—1990) и спортивном центре «Буревестник» (1990—2001).
Кроме того, с 1947 по 1979 года являлась преподавателем в Киевском политехническом институте, где возглавляла отделение академической гребли при кафедре физического воспитания.
Среди её воспитанников — Н. Щербак и В. Ивченкова.